# Лимбург (Белгия)
Вижте пояснителната страница за други значения на Лимбург.
Лимбург (на нидерландски: Limburg) е провинция в Северна Белгия, част от Фламандския регион. Граничи с провинция Антверпен и провинция Фламандски Брабант на запад, провинция Лиеж на юг и Нидерландия на север и изток. Площта на провинцията е 2422 км², а населението – 870 880 души (по приблизителна оценка от януари 2018 г.). Административен център е град Хаселт.
Провинция Лимбург се подразделя на три окръга: Хаселт, Маасейк и Тонгерен.